# Proteste in Bolivia del 2019
Le proteste in Bolivia del 2019 sono state una serie di manifestazioni in Bolivia, iniziate il 21 ottobre contro la rielezione del presidente Evo Morales e dei risultati elettorali nelle elezioni generali e durate fino alla fine di novembre.

## Storia
Le accuse di frode sono state innescate dall'improvvisa sospensione del conteggio preliminari dei voti, in cui Evo Morales non era in testa con un margine abbastanza ampio (il 10%) per evitare il ballottaggio, e la successiva pubblicazione del conteggio ufficiale, con Morales vincitore con oltre il 10 percento di scarto.
Gli osservatori internazionali hanno espresso preoccupazione per il lasso temporale nella comunicazione dei risultati, seguito da un aumento dei voti di Morales. Morales ha negato le accuse e ha invitato i governi stranieri a verificare i processi elettorali, promettendo di effettuare il ballottaggio qualora ci fossero state delle irregolarità. Il secondo candidato Carlos Mesa, ha chiesto che le proteste continuassero fino a quando non si terrà una seconda elezione, affermando che avrebbe presentato le prove di una possibile frode elettorale.
L'Organizzazione degli Stati americani (OAS) ha sostenuto sia il 10 novembre 2019 che successivamente che ci fossero motivi di ritenere che si fosse verificata effettivamente una frode elettorale.
Altre fonti attendibili invece sostengono che le elezioni sono da considerare regolari.
La polizia e l'esercito si sono ammutinati lo stesso 10 novembre e, per voce del capo dell'esercito Williams Kaliman e del comandante della polizia, hanno chiesto le dimissioni di Morales. Quindi Morales si è dimesso ed è fuggito in Messico chiedendo e ottenendo l'asilo politico.

### Proteste nel mese di ottobre

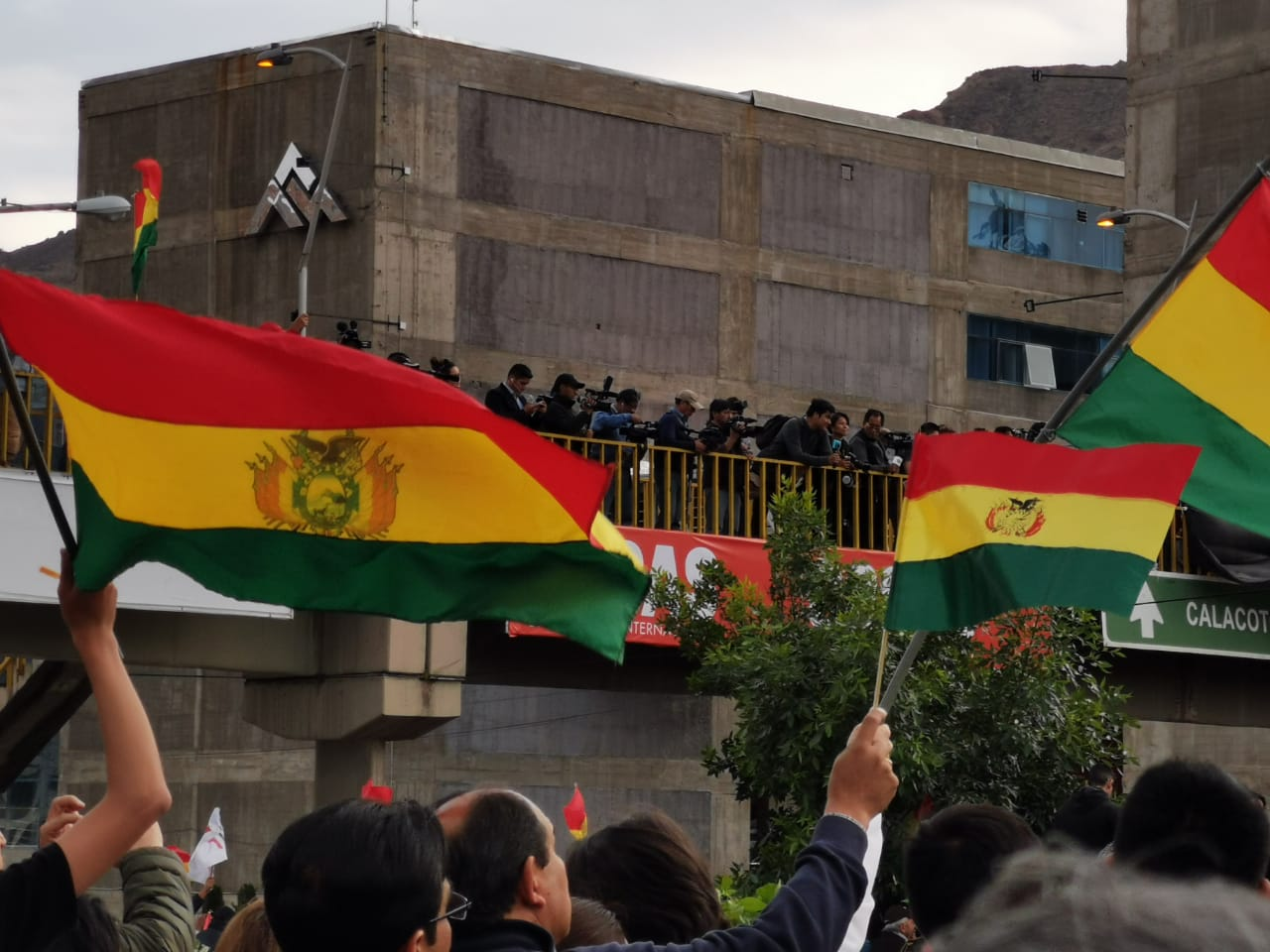

Le proteste sono cominciate già lunedì 21 ottobre, con scontri tra opposte fazioni. Nelle città di Sucre, Potosí e Tarija sono stati attaccati e dati alle fiamme gli uffici elettorali. Nei giorni successivi due persone sono morte negli scontri, colpite da proiettili.

### Proteste nel mese di novembre
Nel mese di novembre sono proseguite le manifestazioni e gli scontri tra le opposte fazioni. Al 19 novembre il bilancio dall'inizio delle proteste era di 24 morti, con 550 feriti e decine di arresti. Dopo l'esilio di Morales le manifestazioni sono state organizzate soprattutto su iniziativa dei suoi sostenitori, mentre a ottobre erano le opposizioni anti-Morales a promuovere le proteste. Il 20 novembre si registrano altri morti negli scontri tra i sostenitori di Morales e la polizia, portando il bilancio dall'inizio delle proteste a 27 morti.

### Fatti del 7 novembre
Il 7 novembre, la sindaca della città di Vinto, membro del Movimento per il socialismo, è stata presa di mira dai manifestanti. La rapirono, le fecero firmare una lettera di dimissioni improvvisata, la spruzzarono di vernice, le tagliarono i capelli e la costrinsero a camminare a piedi nudi per diversi chilometri. Il municipio è stato bruciato. Poche ore prima scontri tra opposte fazioni avevano portato alla morte di un ragazzo di 20 anni.

### Ammutinamento di reparti della polizia
Tra l'8 e il 10 novembre centinaia di poliziotti si sono ammutinati rifiutandosi di affrontare i manifestanti anti-governativi.
L'ostilità della polizia nei confronti di Morales è dovuta anche a vecchie rivendicazioni salariali mai accolte dal governo. Nel 2012 si era svolta una violenta protesta da parte di alcuni agenti durante uno sciopero della polizia per ottenere un aumento salariale, con l'occupazione di un commissariato a La Paz e un assalto da parte di un gruppo di 300 agenti della sede dei servizi segreti.